# 에도 시대
에도 시대(일본어: 江戸時代 에도지다이[*]) 혹은 도쿠가와 시대(일본어: 徳川時代 도쿠가와지다이[*])는 도쿠가와 이에야스가 세운 에도 막부가 일본을 통치한 1603년부터 1868년까지의 시기를 가리킨다. 에도 시대 일본에서는 급격한 경제 발전이 이루어졌고 유례없는 번영을 누렸다. 에도 막부는 사회 안정을 최고 국시로 삼고 쇄국 정책을 펴 외부 세력들의 출입을 막았으며, 와(和)를 기반으로 한 정책들을 실시하였다. 이 시기 일본은 우키요에와 같은 다양하고 아름다운 문화들을 꽃피웠고 인구가 꾸준히 증가하였다. 에도 막부는 1603년 3월 24일에 도쿠가와 이에야스에 의하여 설립되었고, 1868년 5월 3일에 메이지 유신으로 인하여 에도가 개혁파들의 손에 떨어질 때까지 존속했다.

## 에도 막부
가마쿠라 막부 이래, 일본의 권력은 천황이 아닌 막부와 사무라이들에게 있었다. 에도 막부 또한 무가 계급인 사무라이들로 구성되어 있었고, 모든 권력은 막부의 최고 권력자인 쇼군에게 있었다. 특히 에도 막부는 특유의 봉건제를 채택, 다이묘들에게 봉지를 하사하고 그 대신 충성심을 요구하는 방식을 채택하였다.
에도 막부는 도쿠가와 이에야스에 의하여 설립되었다. 도쿠가와 이에야스는 오다 노부나가, 도요토미 히데요시가 다져놓은 초석을 기반으로 삼아 혼란의 시대였던 센고쿠 시대를 끝내고 새로운 막부를 세웠던 것이다. 임진왜란이 일어나던 당시 도쿠가와 이에야스는 이미 일본에서 도요토미 히데요시 다음으로 강력한 다이묘였으며, 그가 소유하고 있던 부유한 간토 지방에서 막대한 수입을 올렸다. 그는 무려 2백만 석에 달하는 봉지를 소유하고 있었으며 그의 영지에 에도(미래의 도쿄)를 세워 요새화, 번영시켰다. 그는 38명에 달하는 가신들을 휘하에 두고 있었고, 간접적으로 2백만 석이 넘는 토지에 영향력을 미쳤다. 히데요시가 전쟁에서 승리하지 못하고 사망하자, 이에야스는 곧바로 권력에 대한 야욕을 드러내어 도요토미 가문을 몰살하고 힘을 틀어쥐고자 하였다.
이에야스가 1600년 10월 21일에 일어난 세키가하라 전투에서 서군을 꺾은 후, 그는 명실상부한 일본의 최고 권력자로 떠올랐다. 그는 수많은 정적 다이묘들을 숙청했고, 이들에게서 빼앗은 토지와 농민들을 그의 동맹과 가족들에게 전리품으로 하사하였다. 다만 이때까지만 해도 그는 일본 전역에 확고한 힘을 미치지는 못하였고, 그에 반대하는 다이묘들은 여전히 존재했다. 허나 이후 그가 쇼군의 지위를 획득하자 그의 동맹 체제는 점차 공고화되었고, 도쿠가와 가문의 통치는 안정되기 시작했다. 도쿠가와 가문의 권력이 충분히 강해지자 그는 1605년에 그의 아들인 히데타다를 쇼군으로 대신 세우고 퇴위하였다. 다만 이때까지도 도요토미 가문이 여전히 남아있었기에 이에야스는 이들을 완전히 뿌리뽑기로 결심하였다. 1615년, 도쿠가와 이에야스는 결국 반란을 구실로 삼아 오사카에 있던 도요토미 가문의 성을 함락시키며 에도 막부의 통치를 안정시켰다.
에도 막부는 대략 250년 동안 일본에 평화와 안정을 가져다 주었다. 이 당시 정치 체제는 중앙에 막부가 버티고 있고, 지방은 다이묘들이 각각 다른 번들을 다스리고 있는 구조였다. 막부 체제에서는 쇼군과 중앙 정부가 국가적인 권력을 잡았으며, 다이묘와 지방 정부들이 지역적인 권력을 맡아 처리했다. 이처럼 독특한 일본적인 봉건제는 중앙집권제와 지방자치제를 절묘히 섞어놓은 것으로, 이후 일본 전체에 번영과 안정을 불러오게 되었다. 도쿠가와 가문은 이같은 제도를 기반으로 하여 첫 100여 년 동안 토지들을 재분배하여 거의 7백만 석에 달하는 봉토를 새롭게 얻었고, 중요한 대도시들을 완벽하게 장악했으며 새로운 토지들을 경작하여 막대한 이익을 창출해 냈다.
일본의 봉건제는 지방의 모든 다이묘들을 계급을 나누어 구분했다. 도쿠가와 가문과 가장 혈연적으로 가깝고 충성심이 깊은 가문은 신판 다이묘로 불렸다. 도쿠가와 가문의 봉토는 총 23개의 다이묘들의 영토와 접해있었고, 이들이 모두 신판 다이묘들이었다. 이들은 막부에서도 최고위 관직들을 독점하였으며 쇼군의 총애를 등에 업고 막대한 권력을 휘둘렀다. 신판 다이묘 다음가는 계급은 후다이 다이묘였다. 후다이 다이묘들은 신판 다이묘 다음으로 비옥하고 중요한 봉토들을 수여받았고, 18세기 경에는 대략 145명에 달하는 후다이 다이묘들이 있었다. 이들은 신판 다이묘들보다는 격이 낮았으나, 여전히 좋은 대우를 받았다. 또한 거의 대부분의 막부 관직들은 이 후다이 다이묘들이 차지하고 있었다. 마지막 계급은 도자마 다이묘들이었으며, 대략 97명에 달했다. 이들은 세키가하라 전투 이후, 도쿠가와 가문이 명실상부한 최고 권력자가 된 이후에 어쩔 수 없이 에도 막부에 복종한 자들이었다. 이들은 보통 최전방의 쓸모없는 토지들을 봉토로 삼았으며, 이들의 영토를 모두 합쳐봤자 1천만 석밖에 되지 않았다. 에도 막부에게 이들은 가장 주의하여야 할 대상이었으며, 사고를 쳤을 경우에도 반란이나 역모의 목적이 아닐 때는 참작하여 조용히 봐주는 경우가 많았다. 또한 도자마 다이묘들이 에도의 중앙 관직에 진출하는 경우는 거의 없었다.
에도 막부는 일본 전역에 영향을 미쳤을 뿐만 아니라, 천황, 조정, 다이묘, 종교 단체들에게도 전례 없을 정도로 막대한 영향을 끼쳤다. 원래 천황은 쇼군보다도 상위에 존재하는 일본 최고 권력자였으나, 이는 허울일 뿐이었고 실제로는 쇼군의 허수아비에 불과했다. 다만 에도 막부는 무너져 가던 황궁을 보수하고 황실 소유 토지를 늘려주면서 황실의 권위를 높여주었다. 또한 도쿠가와 가문은 황실과 혼인을 통하여 권력의 정통성을 강화하고자 하였으며, 형식적으로나마 천황의 재가를 받아 국정을 운영하는 방식으로 천황의 체면을 세워주었다.
무가제법도와 같은 다양한 법령들이 제정되어 다이묘들을 엄격하게 통제하였다. 이 법률들에는 개인적인 사생활, 결혼, 소유할 수 있는 병사 수, 무기의 종류, 옷의 종류 등까지도 엄격히 통제했다. 또한 다이묘들이 매 2년마다 에도에 들러 쇼군을 뵙게 하였고, 가족들 일부를 인질로 삼았다. 또한 해양 무역도 엄격하게 금지하였고, 기독교를 박해하였으며 한 명의 다이묘가 오직 한 개의 성만 소유할 수 있도록 하였다. 중앙 정부는 번의 농민들에게 직접적으로 세금을 걷지는 않았으나, 대신 번주들에게 궁전, 성, 도로, 다리 공사 등을 명분으로 각종 세금을 바칠 것을 요구했다. 이러한 규제들은 쇼군의 권력을 강화시켰을 뿐만 아니라 상대적으로 다이묘들의 권력을 약화시켰다. 독립적인 번들은 점차 지방 행정 조직으로 그 세가 약화되었으며 다이묘들은 점차 막부의 관료들로 변모하였다. 그럼에도 불구하고 다이묘들은 여전히 자신들의 번에서 독립적인 행정적, 사법적 권한을 지니고 있었으며 세금을 걷고 자체적으로 행정을 실시할 수도 있었다. 막부는 종교 단체, 예를 들어 사찰들과 신토 신사들에도 충성을 맹세받았으며, 이를 기반으로 종교적인 명분까지도 얻어냈다.

## 해외 무역
이에야스는 전임자인 도요토미 히데요시와 마찬가지로 해외 무역을 장려하였으나 외지인들을 믿지는 못했다. 그는 에도를 일본의 주요 항구로 부상시키고 싶어 하였으나, 유럽인들이 규슈를 더 선호한다는 것을 깨닫고 중국이 일본의 공식적인 무역 제안을 거절하자 이를 포기하였다. 그는 대신 이미 존재하는 무역로들을 통제하는 방향으로 정책을 수정하였고, 특정 항구들을 정하여 그곳에서만 외부인들과 무역을 할 수 있도록 제한하였다.
에도 시대가 시작될 무렵, 일본에서는 남만 무역 시대가 끝나가고 있었다.  남만 무역 시대에는 일본인들이 남만과 무역을 진행하며 유럽인들과도 많은 교류를 나누었고, 경제적, 종교적인 발전도 거듭한 시기였다. 에도 시대 초기에 일본은 처음으로 서양식 군함을 건조하였다. 가장 대표적인 예가 500톤 갤리언이었는데, 일본은 이 군함을 이용하여 하세쿠라 쓰네나가를 비롯한 일본 대사들을 미국과 유럽으로 보냈다. 또한 막부는 이 시기에 아시아 무역을 전개하기 위하여 대략 720여 척에 달하는 주인선들에 대한 허가를 내주기 시작했다. 야마다 나가마사와 같은 일본 탐험가들은 이 배들을 사용하여 아시아 전역을 돌아다니며 탐험했다.
한편 에도 시대 초기에는 활발한 무역과 함께 서양의 기독교도 함께 전래되었다. 기독교는 급격히 세를 늘려가며 결국에는 규슈를 다스리는 다이묘들조차 이를 믿는 지경에 이르렀고, 신토와 불교를 국교로 삼았던 막부는 이를 심각한 위협으로 여겼다. 막부는 1612년에 막부의 가신들과 도쿠가와 가문의 거주자들에게 모두 기독교를 배척할 것으로 요구하였고, 1616년에 이르자 서양인들과 무역을 제한하면서까지 기독교도들의 유입을 막으려 애썼다. 1622년에는 120명에 달하는 선교사들을 박해하여 처형시켰고, 1624년에는 대표적인 가톨릭교도들이었던 스페인인들을 쫓아냈다. 1629년에는 수천 명에 달하는 일본 기독교도들을 순교시켜 버리기도 하였다. 이와 같은 강력한 조치들에도 기독교의 세가 사그라들지 않자, 결국 에도 막부는 1635년에 쇄국 칙령을 내렸다. 이 칙령은 모든 일본인들을 일본 바깥으로 나가는 것을 금지하는 내용을 담고 있었고, 만일 나간다면 다시는 일본으로 돌아올 수 없도록 명시하였다. 다만 모든 외부인들의 출입은 금지하지 않았으며, 1636년에는 나가사키에 있는 인공섬 데지마에 한정하여 네덜란드 상인들이 오고가는 것을 허가하였다. 또한 이 시기에 네덜란드가 일본 교역을 독점하고 있었기 때문에, 스페인 등 로마 가톨릭 세력에게는 일본 식민지화의 의도가 있어 위험하다고 막부에 조언했던 것도 영향을 미쳤다. 중국에서는 이와 비슷한 정책을 해금(海禁)정책이라고 부른다. 중국의 경우에는 주로 연안 지역의 왜구를 포함한 해적 방어와 해상에서의 밀무역을 금지하는 것이 목적이었으므로 일본의 쇄국과는 사정이 다른 면도 있었다. 그러나 일본의 쇄국도 중국의 해금과 같이 쇄국보다는 해금이라고 하는 쪽이 적당하다는 설명도 있다. 쇄국정책이 실시되기 이전에는 일본인의 해외 진출은 활발했고, 동남아시아에 많은 일본인 마을이 형성되었다. 또한 태국에 건너간 야마다 나가마사처럼 그 나라에서 중용되는 경우도 있었다.
막부는 기독교를 극히 위험한 불순 요인으로 여겼고, 기독교를 일본 사회에서 완전히 근절시키기 위하여 엄청난 노력을 쏟았다. 1637년에 가톨릭을 믿는 사무라이들과 농민들이 주축이 되어 시마바라의 난을 일으키자 막부는 네덜란드인들의 화포를 사용하여 반란군들의 요새를 폭격하였고, 이로서 일본 내부의 기독교 움직임은 큰 타격을 입었다. 이후 서양에 문호를 개방할 때까지 일본에서는 기독교 세력들이 전혀 힘을 제대로 발휘하지 못했다. 이후의 기독교는 비밀 단체처럼 변하여 막부의 눈을 피해 몰래 포교하였고, 가쿠레 키리시탄이라고 불렸다. 이같은 난까지 일어나자 서양과 기독교 세력에 대한 막부의 적대심은 극에 달했고 결국 포르투갈인들은 영구적으로 쫓겨났다. 몇몇 포르투갈 외교관들은 아예 처형당했으며 포르투갈 공사에서 일하던 사람들까지 모두 신토나 불교로 개종하도록 강요당했던 것이다. 네덜란드와 중국인들은 포르투갈처럼 심한 대우를 받지는 않았으나, 이들도 나가사키의 데지마에서만 겨우 출입이 허가되었다. 변방의 다이묘들이 조선과 류큐 왕국과 일부 국소적인 무역을 진행하기는 하였으나 1641년 이래 일본의 대부분의 섬들은 국외와 거의 연락을 하지 못하고 살아갔다. 일본의 마지막 예수회 선교사는 1644년에 죽거나 개종당한 것으로 전해진다. 1660년대에 이르자, 일본에서 기독교는 거의 찾아볼 수 없을 정도로 세가 약화되었고 국외 세력들이 일본에 미치는 경제적, 정치적 영향력도 크게 감소하였다. 오직 중국과 조선, 네덜란드 동인도 회사, 영국 만이 가끔씩 일본을 방문하였으며, 이마저도 상업적인 목적에 한정되었다. 일본 해안에 허가 없이 상륙한 서양인들은 모두 재판 없이 처형당했다.

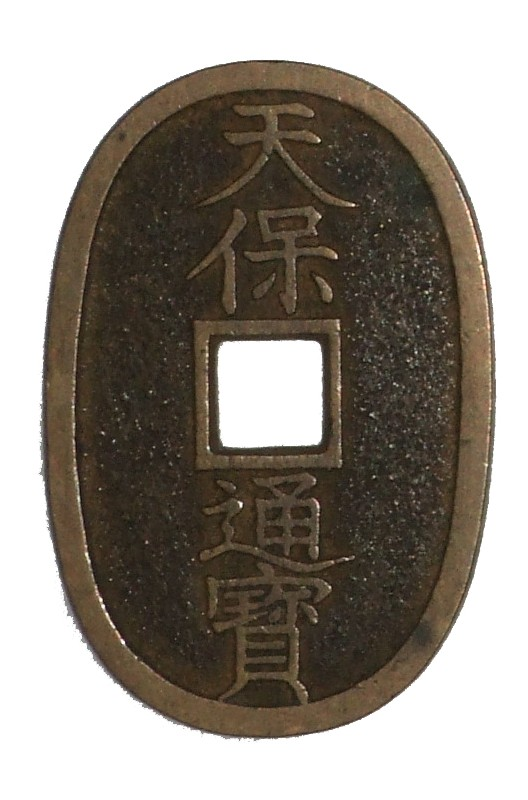
에도 시대의 동전 천보통보[텐포츠호(てんぽうつうほう)

## 경제
에도 시대에는 급격한 도시화와 함께 전문적인 상업 지구가 형성되어 보다 발전된 형태의 상업이 이루어졌다. 또한 고등 교육을 받은 엘리트 계급, 고도로 발달된 봉건제 정부, 생산성 높은 농업 기술, 전국적으로 이어져 있는 금융과 시장 경제 체제, 전국에 깔려있는 질좋은 도로 등이 서로 합쳐지며 시너지 효과를 내며 일본의 경제는 비약적인 성장을 이룩했다. 또한 상품의 운송량이 크게 늘었고, 외국에서 들여온 기술을 바탕으로 한 수공업이 크게 발달하였다. 무역로들도 활발히 사용되었으며 상업이 번성하자 은행업과 대부업도 성장하였다. 지방의 번들과 다이묘들은 이같은 상업 발전을 크게 장려했고, 자신의 번들의 농업 생산량을 늘리고 지역 주민들의 삶을 높이기 위해 노력했다.
에도 시대에 평화로운 분위기의 지속으로 인해 교통·상공업의 발전과 시정인(市井人)의 대두, 화폐 경제의 성립, 다수의 도시 출현 등 상품 경제가 크게 발달하였는데 이러한 경제 발전의 혜택은 기존의 사무라이 계층보다는 상인 계층, 즉 조닌들이 차지하였다. 경제의 실권을 쥔 도시민의 힘은 한편으론 무사의 권위를 실추시켰다. 이에 따라 무사에 돈을 주고 무사 집안의 양자로 들어가는 자들이 많이 나타났다. 막부에서는 교역선에 슈인장을 부여하여 조닌들은 동남아에까지 진출하여 일본인들의 마을을 만들 정도였다. 5대 쇼군 도쿠가와 쓰나요시 대(1680~1709년)에 에도 막부는 겐로쿠(1688~1703년) 호황이라고 부르는 최대의 전성기를 맞이했다. 다만 이후 막부의 심각한 낭비와 더불어 1657년 발생한 메이레키 대화재 이후 겐로쿠 호황으로 쌓인 탄탄한 재정은 점차 바닥을 드러내기 시작했고, 이를 해결하기 위해 금·은화의 가치를 떨어뜨려 새로 화폐를 주조하여 그 차익으로 재정을 충당하였지만 이로 인한 화폐 가치의 저하와 함께 급등한 물가로 서민들의 생활은 더욱 궁핍해졌다.
뒤를 이은 도쿠가와 이에노부(재위:1709~12년)는 겐로쿠 화폐 대신 양질의 새로운 화폐인 쇼토쿠 화폐를 주조하고 금은의 유출을 막기 위해 쇼토쿠 신령을 발표, 나가사키 등의 무역항에 들어올 수 있는 외국 선박 수와 무역액을 크게 제한·삭감하는 등 겐로쿠 호황 직후에 일어난 경제적 동요를 막고자 노력했다. 농촌에서도 토지매매 금지령이 유명무실해져 자작농들이 소작농으로 전락하는 경우가 많았다. 이에노부 대(1709~12년)에 겐로쿠 화폐를 대신할 화폐가 주조된 이후 몇 대에 걸쳐 계속 화폐의 질과 주조량을 변화시켜 가면서 재정을 보충하고자 했고 직할령의 농민들에게 과중한 세금을 부과하기도 했으나 역부족이었다.
이러한 재정난 속에서 제8대 쇼군이 된 도쿠가와 요시무네(1716~45년)는 도쿠가와 이에야스 시대로의 복귀를 표방하면서 절검, 상무를 강조하면서 상품 경제와 조닌을 억제하는 개혁(교호 개혁)을 단행하였으나, 그 효과는 크지 않았고 집단적 청원이나 제한적 파괴 행위, 즉 잇키가 빈발하였다.
중세 말에는 일시적인 봉공 계약 관행이 존재하였는데, 시노하라 나가후사가 1560년대 무렵에 제정한 분국법(分國法)「新加制式」의 제13 조인 「一季奉公輩事」이다. 여러 주인 밑을 몇 달까지를 기한으로 전전하는 봉공인이 일반적으로 존재하였음을 알 수 있다. 교토에서도 2월, 8월에 교대하는 임금 노동자가 많이 존재하였다.
하지만 막부에 의해 인신매매가 금지되었고 봉공 제도가 존재했음에도 그 틈새에서 일종의 인력 파견업이 성행하였다. 18세기 초에 이르면 이미 에도는 100만, 오사카와 교토는 40만에 이르는 인구 규모를 지닐 정도의 대도시가 되는데 이를 배경으로 400여 개 파견업체가 성행하였다. 일자리 중개가 성사되면 이들 업체는 사용자와 봉공 계약을 체결하고 수수료를 받았다.
에도 시대 관청인 봉행소(奉行所)는 파견업체들에게 조합을 조직하게 했고, 이 조합을 통해 관리 감독했다. 과도한 수수료에 대한 단속도 이루어졌지만, 노동권이 확립되어 있지 않았던 시기인 만큼 관리 감독의 기본적인 초점은 사용자가 손해를 보지 않도록 하는 데 있었다.
에도 시대 후기부터는 무사 계급의 하층 무사들이 경제 상황이 악화되면서 이러한 봉공 기간이 단축됨은 물론 신분제도 약화되었고, 막부 말기 시대에 이르면 근대적 형태의 임노동 관계가 형성되기 시작한다. 히토야도를 통한 파견 노동은 이러한 변화의 과도기에 나타난 일종의 비정규 노동이었던 것이다.
18세기 후반 들어 관정개혁을 실시하지만 이 역시 성공하지 못했다. 18세기 후반 이후에 막부 정권은 점차 동요하게 된다. 먼저 막부 정권과 각 지역 번[藩]들은 재정난에 시달렸고, 이에 경제난을 모면하고자 조닌과 농민의 이익을 권력층이 차지하는 전매제를 적극적으로 실시하였는데, 이는 민중들로부터 커다란 반발을 샀다. 제9대 쇼군 도쿠가와 이에시게 대에는 다누마 오키쓰구 등 다누마 씨를 중심으로 하여 재정 회복을 꾀하였지만 결국 당대에 일어난 기근과 같은 자연 재해로 인하여 실패, 결국 실각하게 되었다. 그러자 고산케계층 등은 이에 대한 책임을 다누마 씨에게 물어 실각시켰다. 화폐상품 경제가 발달하자, 예전부터 쌀을 기반으로 연공수입을 가졌던 다이묘와 하타모토의 재정은 악화되었고, 막부와 같이 번정개혁을 단행하였다. 조슈번과 사쓰마번은 이 개혁이 성공하였고, 막부 말기의 중심 세력으로 부상하게 된다.
<근대 동아시아 경제의 역사적 구조>에 따르면 1870년의 일본은 일인당 연간 1.76석(이중 실제 쌀은 1.14석)을 생산하고 있었다고 한다. 조선의 경우도 기재되어 있다.
```
1910년의 농업생산량은 개항기 동안 도입된 일본의 다수확 품종 벼, 일본이라는 대규모 
쌀
 수출 시장의 등장과 미가 상승으로 인한 동기부여에 의해 그 이전 시기
에 비해 상당량 늘었을 가능성이 매우 높다. 그러나 이전 수치는 잘 알 수 없으므로 일단 이 수치를 통하여 비교해보기로 한다. 1910년의 조선 인구는 1640만명 정도로
추정되며 2682만석이므로 인구 1명당 생산량은 1.63석으로 이는 kg 단위로 환산하여 234kg이며 이 중 실제 쌀은 96kg이다.
```

2018년 1월 발간된 매디슨 프로젝트에 따르면 16세기 이후 일본의 1인당 경제력은 증가하는 추세였으며 1800년의 일본의 1인당 경제력은 1009 달러라고 한다. 해당 연구에서는 1820년의 조선은 411달러로 나타나 있다.

### 인구
18세기 중반, 에도는 대략 1백만 명에 달하는 인구를 가진 대도시였으며, 당시 세계에서 가장 거대한 도시들 중 하나였다. 오사카와 교토는 각각 40만 명이 넘는 거주자들을 가진 대도시였으며 이 외의 도시들도 인구가 크게 늘며 발전하였다. 오사카와 교토는 일본의 무역, 수공업의 중심지로 떠올랐고 에도는 전국에서 식량과 수공업 제품들을 소화하는 소비의 중심지의 역할을 했다. 1700년 경, 일본은 도시화율이 10%에서 12%에 달하며 세계에서 가장 도시화된 국가였다. 도시에 몰려 살아가던 인구들 중 절반은 사무라이였고, 나머지 절반은 후에 조닌이라 불리게 되는 상인들과 수공업자들이었다. 에도 시기의 초반부에, 일본은 인구가 급격히 증가하여 대략 3천만 명에 달하는 인구를 보유하고 있었다. 다만 1720년대에서 1820년대까지는 기근의 영향으로 거의 0% 대의 인구 성장률을 기록했다.
1721년의 일본 인구는 대략 3천만 명 정도였고 150년이 지난 메이지 천황의 통치기에도 일본의 인구는 3천 2백만 명 정도에 그쳤다. 1721년부터 에도 막부는 정기적인 인구 조사를 진행했고, 그 외에도 기독교를 박멸하기 위한 목적의 종교 조사도 함께 실시했다. 이는 이후 막부에게 중요한 통치 자료로 쓰였다.

#### 마비키
후대의 학자들은 일부러 영아를 살해하는 풍습 때문에 이 같은 0% 인구 성장률이 나왔다고 추측하기도 한다. 이를 마비키(間引)라고 칭한다. 관동 지방과 동북 지방에서는 농민의 가난이 주 원인이였고, 도시에서는 공, 상 계급의 간통이 주 원인(당시에는 피임 기술이 부족했기 때문에)이었다. 에도 막부와 제번에서 이러한 행위를 비난해 왔으나, 처벌받는 경우는 드물었고 어른의 살인과 똑같이 취급되지도 않았다.
특히 영주는 노동력의 감소와 농지의 황폐화를 두려워해 이를 막으려고 노력했고 막부에서도 금지령을 포고했지만, 영아 살해 풍습은 멈추지 않았고 메이지 시대까지 계속되었다.

### 세입
에도 시대의 세율은 상당히 유동적이였는데, 광산이나 일부 수입을 제외한다면 전국적인 수취 체제가 거의 없었다. 당시에는 요호부민이랄 수 있는 마을의 원로와 막부의 대관이 그 해의 수확량과 막부의 요구 등을 바탕으로 절충해서 세율을 정하고, 세율이 정해지면 마을의 원로가 마을 주민들(농민 등)과의 협의를 통해 세액 부담을 분배하는 구조였다.
1871년의 전국 공조액은 1255만 석이었으며, 에도시대는 이보다 약간 많았을 것으로 생각된다. 또한 이는 부가세나 마을의 경비를 포함하지 않은 액수이다. 정부가 파악한 공식적 수확량이 3220만 석이었으므로 공식적 공조율은 39%였다. 실제 수확고는 4681만 석이었다고 이야기되지만 이것 역시 30% 정도 과소평가된 것이므로 대략적인 수확고는 6000만 석 정도였을 것으로 추정된다. 그러면 공조율은 약 21%가 된다. 1870년의 인구는 3440만 명으로 1인당 공조액은 0.365석이었다.

### 도시화
일본 에도 시대의 특징 가운데 하는 도시의 급속한 발전이다. 여기에는 병사와 농민의 분리, 조카마치(城下町) 건설, 참근교대(參勤交代), 교통 운송과 상업의 발달 등 여러 가지 요인이 있다. 인구 1만 명 이상의 도시 인구가 전체 인구에서 차지하는 비율은 1600년에 일본 4.4%, 중국 4.0%였지만, 1820년에는 일본 12.3%, 중국 3.8%였다. 또한 서유럽은 각각 7.8%, 12.3%였다.
일본의 도시 인구는 18세기에 에도가 100만~110만 명, 오사카(大阪) 교토(京都)가 40여만 명이었다. 동시기 조선의 도시 인구는 한양이 1428년 10만여 명, 1669년 19만여 명, 19세기 말에 25만 명이었다. 1876년 개항을 전후한 시기에 인구 1만 명 이상인 도시의 인구는 약 40만 명으로 총인구의 2.5%, 5,000이상의 도시까지 합하면 3.4% 정도였다. 평양과 개성이 3~4만 명, 대구 전주 통영 해주 함흥이 1만 명 정도였다.
에도는 중앙정부인 막부의 소재지로 정치의 중심, 오사카는 경제의 중심, 교토는 문화와 수공업의 중심이었다. 그 외에 조카마치를 중심으로 전국적으로 도시가 발달했다. 조카마치 가운데 가장 규모가 컸던 나고야(名古屋)와 가나자와(金澤)의 인구는 10만 명 전후였다. 일본은 17세기부터, 오사카와 교토 등의 중앙 대도시에 수수료를 받고 지방 상인의 거래를 중개하는 니우케돈야(荷受問屋)가 성립했다. 이들은 중국의 아인, 조선의 객주에 가까운 형태였다. 이들은 자기 자금으로 상품을 매입하여 중앙도시와 지방산지 소비지를 연결했는데 위험 부담이 있는 반면 이익도 많아, 17세기의 경제 발전을 타고 자본을 축적했고 17세기 후반에 중앙 대도시로 진출해 매입돈야(자기 자금으로 자기 상품을 움직이는 도매상)가 되었다. 이어서 도시 내부에서 중매 소매 등의 유통 체계가 성립했다. 지방에도 중앙 도매상과 거래하는 생산지 도매상 중매상 생산자에게서 상품을 매집하는 소중매의 계열이 생겼다. 중앙 도매상에 집결된 상품은 소비지 도매 중매 소매의 계통을 거쳐 소비자 손에 들어갔다. 중앙 도매상의 자금이 상품을 구입할 때 가불이나 상품을 판매할 때 후불(외상) 등의 유통신용을 지탱했고, 그 중앙 도매상에게 오사카의 금융업자(거대 환전상)가 융자했다.
법제도 정비, 도량형 통일, 유통 기구와 운송 제도의 발달과 안정에 힘입어 거래비용이 낮아지고 경쟁이 촉진되어 자본 수익률이 상당히 낮아졌다. 오사카와 에도의 거대 상업 자본의 매출액 대비 수익률은 18세기 초 15% 정도, 18세기 말 7~8%, 19세기 전기 5% 정도였으며, 미쓰이 고노이케 같은 거대 환전상의 대부이자율(실제로 받은 이자)은 1721~1740년 미쓰이 4.9%, 고노이케 6.3%, 그 후 점차 낮아져 1781~1800년 미쓰이 1.7%, 고노이케 3.8% 1821~1840년 미쓰이 1.9% 고노이케 3.4%였다.
농촌의 이자율은 지방에 따라 차이가 있었지만, 오사카 근교의 한 선진 농촌의 지주 쓰쓰이(筒井)가의 대부이자는 토지를 담보했을 때 1728~1758년에 18.6%, 1771~1778년에 14.2% 1789~1800년에 14.2% 1801~1824년에 12.4%, 1845~1859년에 10.7%였으며, 1세기 동안 8% 정도 낮아졌다.

## 신분제

에도 시대의 신분제

일본은 다이카 개신 이후 중국 문물을 받아들이면서 사회 신분제도인 양천제(良賤制)를 도입한 바 있으나, 이는 10세기경에 자연 소멸되고 대신 일본화된 신분 제도가 자리 잡아 에도 시대에 이르게 되었다. 사농공상(士農工商)의 신분제는 법적 신분제가 아니었다.
에도 시대 일본의 신분 구조는 다음과 같다.
- 지배층
  - 공가/신관/승려 : 공가는 천황을 보필해 온 오랜 역사를 가진 조정귀족이며, 신관과 승려는 각각 일본의 사상적 기반인 신토와 불교계를 유지하는 집단이다.(다만 권력의 바깥고리에 있는 하급 신관 및 승려, 이를테면 이누지닌(犬神人)은 되려 천민 취급을 받았다.)
  - 무사: 혈연으로 이어지는 세습 신분층으로 에도 시대 일본의 실질적인 지배 계층이다. 하지만 이들 중에서도 하급 사무라이들은 가장 대우가 좋았던 시절에도 상급 병졸 정도의 지위였고 18세기에 들어서는 아예 몰락의 길을 걷게 된다. 심지어 이들은 죠닌 계층에게조차도 결혼 기피 대상이 될 정도로 에도 시대 중기에는 그 처지가 안 좋아졌다.

- 피지배층
  - 죠닌: 일본의 막부와 각 지방층들의 정치/경제 거점인 죠카마치(城下村)에 집단 거주하는 상공인 계층이다. 에도 시대 중기부터 이들의 영향력이 막강해져서 후기에는 이들이 메이지 유신의 숨은 주역이 된다.
  - 농민 : 일본의 주력 산업인 농업을 책임지는 서민층이었다. 하지만 법제적으로 혹은-사회규범적으로 서양의 농노와 같은 상태이다.
  - 부라쿠민 : 사실상의 불가촉천민 집단으로, 에타(穢多)와 히닌(非人)으로 구성되어 있다. 에타와 히닌의 경계는 모호하지만, 대체로 에타는 불교의 도에 거스르는 등의 사회적으로 천시받는 직종(도축업자 등)에 종사하는 자들을 일컫는 용어이며, 히닌은 인륜에 거스르는 행위를 행한 자를 일컫는 말이다.

히닌은 대체로 걸식자, 노숙자였으나 중질의 범법자도 이의 범주에 포함되었다. 이들은 사회적 압력에 의해 '부락'이라고 불리는 그들만의 마을에 집단거류하였기 때문에 부라쿠민이라고 불리기도 하였다. 히닌의 경우 치안, 미풍양속 유지를 위한 공적인 차원에서 수용 구역을 설정하여 히닌 무리의 대장인 히닌가시라의 통제를 받게끔 하여 공권력의 지배하에 놓았다. 피차별 신분은 1871년 공식적으로 폐지되었으나 폐지된 이후에도 관습적으로 여전히 잔존하여 현대에도 약간의 영향을 미치고 있다.
다만 이러한 사회 신분은 경직된 구조가 아니었고, 다음과 같은 방법들을 통해 사회 이동이 가능했다.
- 귀농/죠닌화 (무사 계층에서 피지배층으로 이동) : 말 그대로 무사가 무사 계급을 포기하고 생산 활동에 종사함으로써 이루어지는 사회 신분 이동이다.
- 요닌에 의한 등용 (피지배층에서 무사 계층으로 이동) : 요닌(用人)은 에도 시대 사무를 관장하던 일종의 공무원을 의미한다. 이 요닌에게 능력을 인정받아 등용되는 방법으로 신분 이동이 가능했다.
- 고케닌 카부 매입 (피지배층에서 무사 계층으로 이동) : 상술했듯 에도 시대에는 사무라이의 몰락 현상이 큰 사회 문제로 대두할 정도로 심각했다. 이러한 몰락 사무라이의 카부(족보)를 매입하는 방법으로 신분 이동이 가능했다. 동시기 몰락한 양반 가문의 족보를 매입해서 양반으로 상승한 조선의 상민 부자들을 떠올리면 된다.
- 입양과 결혼 (피지배층에서 무사 계층으로 이동) : 무사 계급과 결혼하거나 혹은 서민의 자제를 무사가에서 입양하는 방법으로 신분 이동이 가능했다. 에도 시대에는 중하급 사무라이와 서민 간의 결혼이 그렇게 드문 일이 아니었고, 이러한 방법으로 신분 이동이 이루어졌다.

## 문화

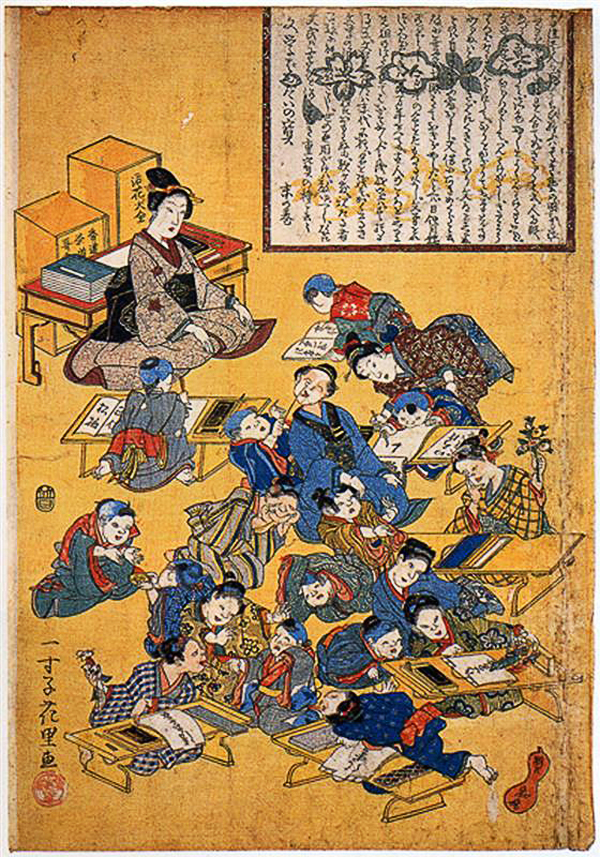
에도 시대 학교의 모습

### 교육
초대 쇼군이었던 도쿠가와 이에야스는 신판 다이묘들의 영지에 유교 학당들을 세웠고, 다른 다이묘들도 이 같은 모범을 따라 자신들의 영지에 유교를 가르치는 학교를 세우도록 장려했다. 다이묘들이 세운 이 학교들을 번교(藩校)라고 부른다. 시간이 흐르자 본디 무사 계급이었던 사무라이들조차 모두 문관처럼 변모했고, 무술을 연마하는 것뿐만 아니라 문학적인 교양도 갖출 것을 필수적으로 요구받았다. 이 때문에 번교의 학생들은 거의 모두가 사무라이들이었고, 그 외에 몇몇 불교 수도승들과 신토 사제들이 있었다. 이들은 주로 성리학과 주희의 학문들을 배웠다. 이들은 학교에서 한자, 유교 경전, 역사, 서예, 기본적인 산수, 예절 등을 배웠으며 무사라는 본분에 맞게 무술과 전술도 함께 익혔다.
도시의 부유한 상인들이었던 조닌은 데라코야라고 불리는 학교들을 재정적으로 후원했다. 데라코야는 도시의 사찰에 위치한 학교로, 철학과 문학을 가르치는 대신 기본적인 문해력과 산수를 가르쳤다. 이 때문에 에도 일본의 시민들은 높은 문해력을 가지고 있었고, 이같이 높은 시민 수준 때문에 일본에서는 연극과 소설 같은 다양한 고급 문화들이 발전할 수 있었다. 도심 지대에서는 보통 주인이 없는 사무라이들이 아이들을 가르쳤고, 시골에서는 불교 승려들이나 신토의 사제들이 선생님의 역할을 맡았다. 도시와는 다르게 시골의 경우, 오직 부유한 농부의 자식들만 교육의 특권을 누릴 수 있었다.
대략 성인 남성의 3분의 1 정도가 글을 읽을 수 있었다고 전해진다. 또한 여성의 경우에는 6분의 1 정도가 문해력이 있었다고 한다. 또 다른 조사에 의하면 에도 말기에는 성인 남성의 40%, 여성의 10%가 글을 깨쳤다고 전해진다. 몇몇 역사학자들은 이처럼 높은 문해력을 가진 인구 덕분에 메이지 유신 이후 일본의 빠른 고도 성장이 가능했다고 여기기도 한다.

### 문화
일본 역사상 처음으로, 에도 시대의 도시 거주민들은 여가를 즐기고 오락을 향유할 만한 부를 쌓는 데에 성공했다. 이는 대중문화의 폭발을 불러왔고, 이들이 예술과 즐거움을 찾고자 했던 당시의 사회적인 풍토를 우키요라고 한다. 우키요라는 단어는 그보다 앞선 시대까지는 일반적으로 '근심스러운 세상(憂世)'이라는 뜻으로 쓰였다. 일본 중세 이전의 염세적인 인생관에 따르면, 서방 정토에서 성불할 수 있는 내세와는 달리 현세는 꺼리고 멀리해야 할 근심스럽고 걱정스러운 세상으로 여겨졌다. 이것이 근세에 이르러 '잠시 동안만 머물 현세라면 조금 들뜬 기분으로 마음 편히 살자'라는 사고방식으로 바뀌면서 '우키요(憂世)'는 보다 긍정적인 뉘앙스의 '우키요(浮世)'라는 말로 바뀌게 되었다. 그리고 현재의 세태와 풍속을 긍정적으로 평가하여 '현재 양식' 또는 '당세풍(當世風)'이라는 의미도 겸하게 되었다. 이러한 풍토는 사람들에게 부와 향락을 추구하는 분위기를 불어넣었고, 이에 에도 시대의 자본주의적인 성향이 합쳐지자 경제는 비약적으로 발전할 수 있었던 것이다. 이 시기에는 다양한 오락 산업들이 성장하였고, 에도는 사치와 향락의 수도로 떠오르기 시작했다. 이 시기에 일하던 대부분의 사람들은 부와 사치에 대한 환상을 삶의 유일한 희망으로 가지고 살았을 정도였다.

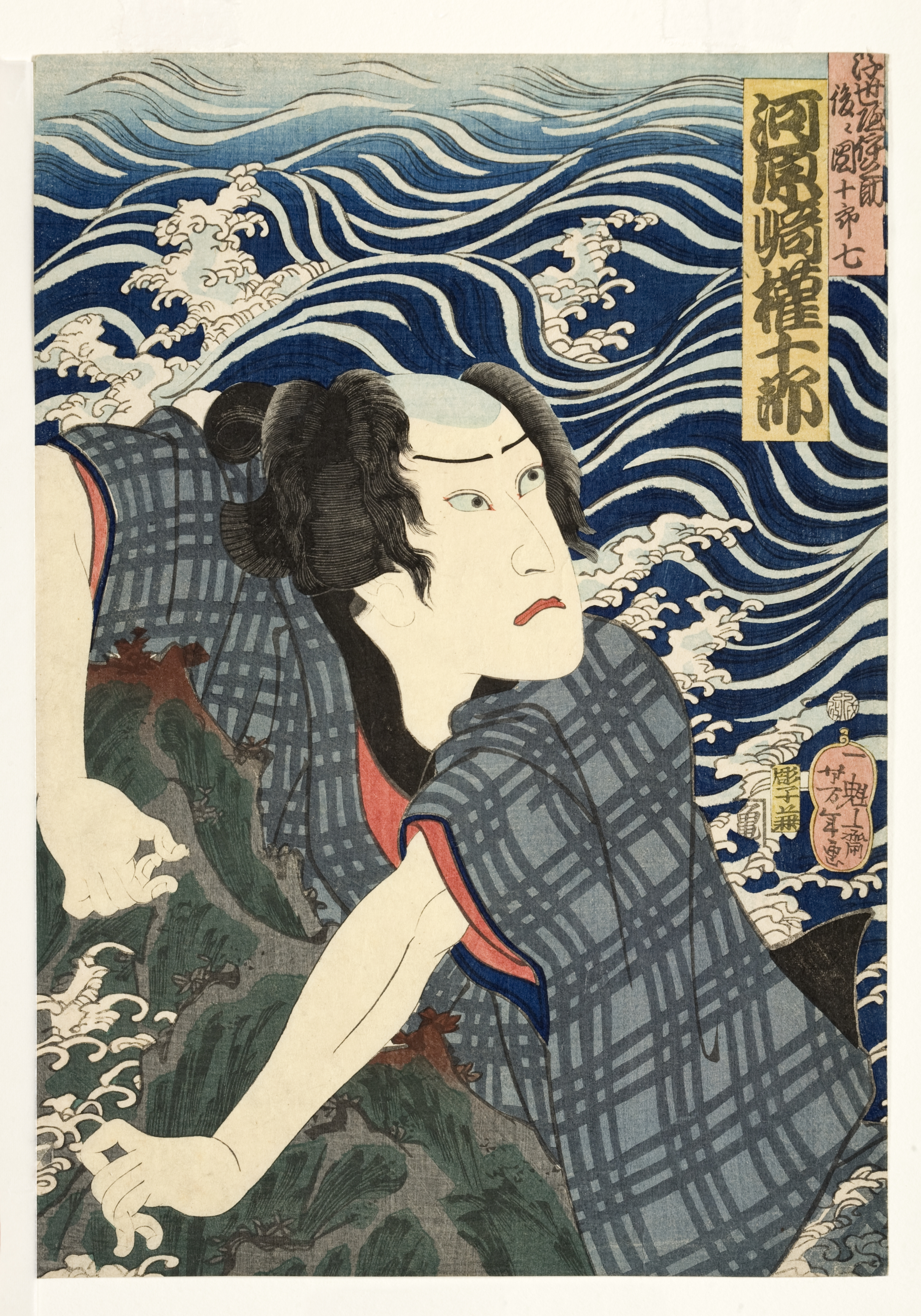
가부키 배우를 묘사한 우키요에

에도 시대에는 거대한 유곽이 발달했는데, 이를 요시와라라고 한다. 이곳에 거주하는 여성들은 대부분 불운한 자들로, 어쩔 수 없이 이곳까지 흘러든 경우가 대다수였다. 유곽의 주인들은 이들의 숙식비, 의상비, 화장에 드는 비용, 선물, 그 외 다수의 비용들을 모두 빚으로 하여 이를 갚도록 강요하였고, 결국 대부분의 여성들은 일생 내내 이 빚을 갚아야만 했다. 이들은 손님들 앞에서 춤을 추고, 노래를 부르며 악기를 연주하고 말동무가 되어주는 등 손님의 비위를 맞추어주는 역할을 하였다. 결과적으로 이 지역에서는 거대한 유흥 문화가 형성되었고, 전국적인 명소가 되었다. 특히 의상의 경우 이곳에서 엄청난 변화가 일어났다. 유곽 여성들의 신분은 그녀가 입고 있는 의상으로 구분하였는데, 더 화려하고 번쩍거릴수록 신분이 높고 더 경륜이 있는 여성이라는 뜻이었다. 이 때문에 여성들은 갈수록 화려하고 사치스러운 옷들을 만들어냈고, 이전에는 보지 못했던 의상들이 쏟아져 나왔다. 다만 요시와라는 부정적인 면모도 만만치 않았다. 이곳에서 이루어지는 대부분의 사업들은 여성들을 강제로 갈취하여 이루어지는 일들이었으며, 여성 인권을 심각하게 침해했다. 결국 이곳은 1589년에 도요토미 히데요시가 설립을 허락한 지 대략 400여 년 만인 1956년 5월 31일에 정부에 의하여 강제로 폐업당했다.
이 시기에는 전문적인 여성 공연가인 게이샤, 음악, 대중 소설, 가부키와 분라쿠, 시, 문학, 우키요에와 같은 미술품들이 쏟아져 나왔으며, 특히 지카마쓰 몬자에몬, 마쓰오 바쇼와 같은 위대한 예술가들이 이때 등장하여 세상에 이름을 알렸다. 마츠무라 케이분은 이 시기에 가장 명망 높았던 화가들 중 하나이다. 그는 종종 새, 꽃, 동물 등을 사실적으로 그리곤 하였다.
우키요에는 17세기 후반에 발전했던 일본의 판화이다. 본디 에도의 유흥가를 그리는 데에서 시작되었다. 우키요에는 17세기의 후반에 들어와, 히시카와 모로노부의 단색 그림 작품들을 필두로 많은 인기를 끌었다. 초창기에는 인도 묵만이 사용되었으며, 나중에 붓으로 색상을 덧입힌 형태였으나 18세기에 스즈키 하루노부가 비단에 여러 색상을 사용한 니시키에를 발명하면서부터 본격적으로 발전하게 된다.
우키요에는 대량 생산이 가능했던 이유로 유복하지 않아 원화를 고가에 구입할 수 없었던 도회지의 서민들에게 많이 받아들여졌다. 우키요에는 처음에는 마을의 일상생활, 특히 유곽의 어여쁜 창부들, 스모 역사들과 유명한 가부키 배우들의 초상화나 특별한 예술 공연 등의 모습이나 특정한 장면을 주제로 많이 담았으며, 이후에 풍경화도 또한 널리 제작되게 되었다. 정치적인 주제 혹은 권력층의 모습은 그다지 많이 등장하지 않는다. 섹스 또한 공공연히 다루는 주제는 아니었으나, 적지 않은 우키요에 작가들은 따로 춘화(春画 슌가[*])를 내기도 하여, 때로는 이 때문에 벌을 받는 경우도 있었다. 우키요에 자체는 메이지 시대에 들어와 사진 · 기계 인쇄 등의 기술의 발전으로 인해 쇠퇴하였으나, 당시 유럽인들에게 주목을 받아, 특히 프랑스의 인상파 작가들에게 영향을 주기도 하였다. 우키요에의 기법은, 여러 분야에 전해 내려졌으며, 일본의 만화 및 애니메이션에 영감을 주었다

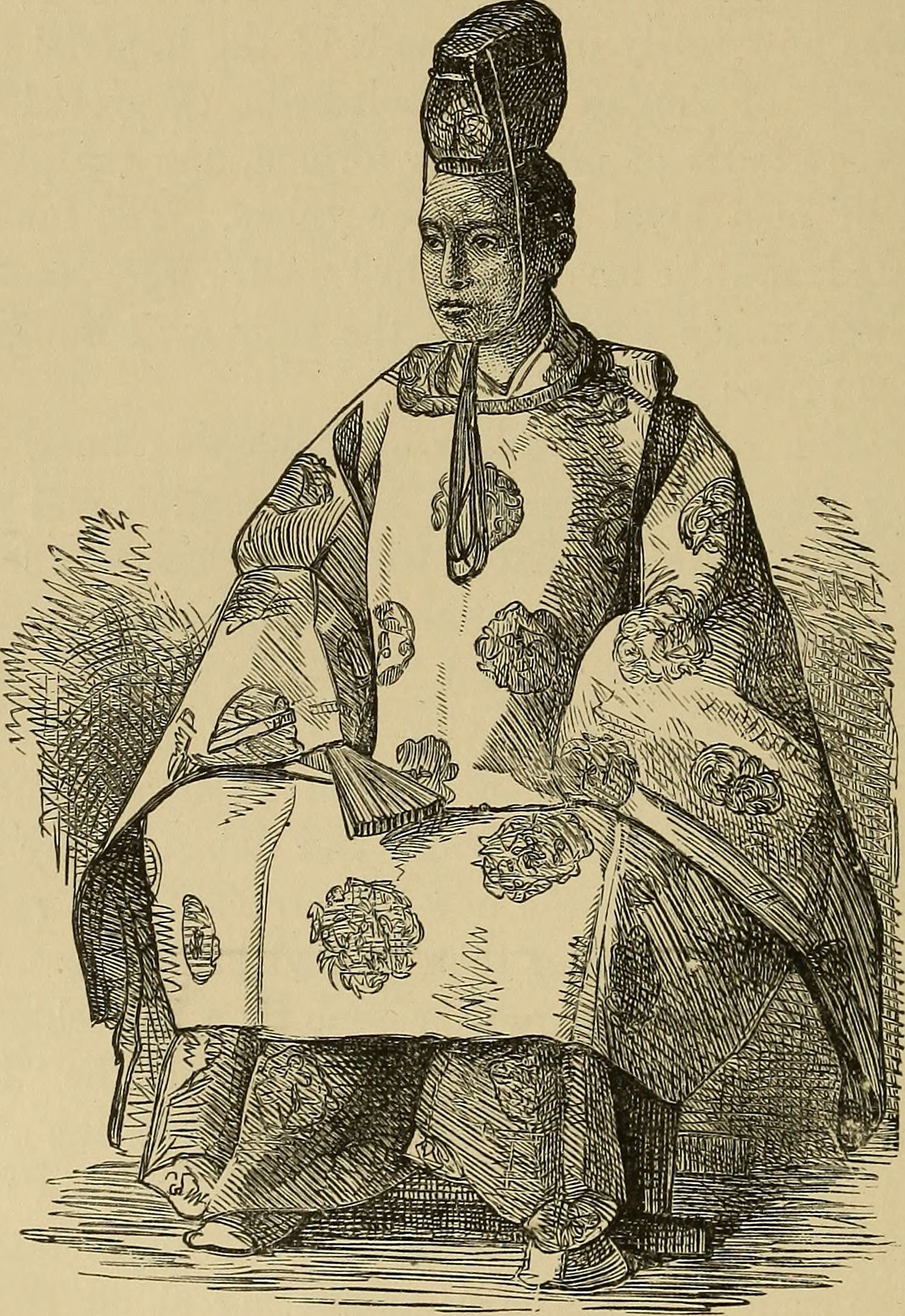
막부의 쇼군 도쿠가와 요시노부의 기모노

### 복식
에도 시대의 복식은 주로 다양한 디자인과 화려한 장식으로 특색지어진다. 특히 여성들이 입었던 기모노에서 이 같은 특징이 두드러지게 나타난다. 기모노를 주로 입었던 고객층은 옷과 외형적 장식들을 이용하여 자신들의 계급을 알릴 필요가 있었던 사무라이들이었는데, 사무라이들은 되도록 더 화려하고 멋진 옷들을 통해 자신들을 과시하고 싶어했다. 이같은 수요는 직물 산업의 폭발적인 성장과 함께 바느질, 염색, 보석 세공 기술도 함께 발전시켰다. 이 시기 여성들은 주로 더 밝고 대담한 느낌의 옷들을 입었으며, 남성과 여성의 기모노가 별반 다르지 않았다. 상인 계급의 출몰은 더 정교한 의복의 수요를 늘렸으며, 기모노 산업을 크게 발전시켰다. 원래 에도 시대 이전의 기모노들은 일반 가정집에서 여성들이 제작했던 것에 반해, 에도 시대의 기모노들은 주로 전문적인 남성 디자이너들이 특별히 만들어진 것들이다.
군 계급을 위해 만들어진 기모노는 고쇼도키(御所解)라고 한다. 이는 주로 쇼군이나 다이묘들과 같은 고위 계급들이 입은 기모노로, 주로 풍경을 묘사하거나 고전 문학에서 따온 모티브들을 주로 하여 무늬를 넣었다. 사무라이들은 기하학적인 문양이 허리 부분에 띠처럼 그려져 있는 보다 단순한 기모노를 입었다. 잠을 잘 때 입는 기모노는 더 부드러운 소재로 두껍게 만들었으며, 훨씬 문양도 단순했다.
당시에는 '쓰마 모요'라고 불리는 의복 양식도 있었다. 이 기모노들은 오직 허리 아래에만 풍부한 장식이 있었으며, 목과 어깨 부분에는 가문의 상징이 새겨져 있었다. 주로 상인 계급의 여성들이 입었다. 상인 계급이 입었던 기모노는 사무라이의 것들보다는 엄숙함이 덜했으나 여전히 밝은 색깔로 만들어져 있었고 자연을 상징하는 문양들로 장식이 되어 화려한 느낌을 주었다. 부유한 여성들은 주로 붉은색을 즐겨 입었는데, 이는 붉은색이 젊음과 열정을 상징하는 색이었으며 붉은색 염료도 구하기 힘들었기에 붉은색이 매우 비쌌기 때문이다. 특히 밝은 붉은색은 가장 부유한 이들만 입을 수 있는 색이었다. 네덜란드 상인들이 갖고온 인도에서 제작된 직물들은 그 질 때문에 일본에서 큰 인기를 끌었으며, 용도도 다양하게 쓰였다. 일본 장인들은 인도의 전통 문양에서 영향을 받아 자신들의 제작품에 적용하였으며, 인도 양식을 답습하기도 했다. 어떤 의복들은 영국이나 프랑스로 수출되기도 했다.

## 에도 말기
에도 말기 구미의 여러 나라들이 일본에 문호 개방을 요구하였고, 막부는 미국과 미일화친조약을 시작으로 유럽 여러 나라와 불평등 조약을 채결하게 된다. 이에 존왕양이 사상이 고취되어 갔고 막부의 고위 관료 이이 나오스케가 암살된 후 정국은 혼란에 빠지게 되었다. 1867년 11월 9일 15대 쇼군 도쿠가와 요시노부가 대정봉환을 선언하고 다음 해인 1868년 5월 3일에 에도 성이 메이지 정부군의 손에 넘어가면서 도쿠가와 막부는 붕괴되었다.

## 같이 보기
- 에도 문자
- 일본의 시대극
- 가라쿠리